# Cooperative Village
Cooperative Village è una zona di Manhattan che si sviluppa intorno a Grand Street, nel Lower East Side. Il nome del quartiere è dovuto alle cooperative organizzate e finanziate da alcuni sindacati dei lavoratori tessili per costruire questa zona a partire dal 1951.